# Дальний (Башкортостан)
Дальний (баш. Арғы) — хутор в Чишминском районе Башкортостана, относится к Шингак-Кульскому сельсовету.

## Население
| 2002 | 2009 | 2010 |
| ---- | ---- | ---- |
| 78   | ↘57  | ↘48  |

## Географическое положение
Расстояние до:
- районного центра (Чишмы): 50 км,
- центра сельсовета (Шингак-Куль): 25 км,
- ближайшей ж/д станции (Шингак-Куль): 25 км.